# (4890) Shikanosima
(4890) Shikanosima (1982 VE4) – planetoida z pasa głównego asteroid okrążająca Słońce w ciągu 3,28 lat w średniej odległości 2,2 j.a. Odkryta 14 listopada 1982 roku.